# 大陸海軍

大陸海軍旗

大陸海軍 （たいりくかいぐん、英: Continental Navy）は、アメリカ独立戦争中の1775年に創設されたアメリカ13植民地の海軍である。その創設には厄介な反対もあったが、大陸海軍の明らかな庇護者であるジョン・アダムズの努力と、大陸会議の活発な支持もあって、愛国者の供給能力に課された限界を考えると最終的にその艦隊はかなりのものになった。
大陸海軍の主要な使命は、イギリス軍の軍需物資の揚陸を阻止することと、イギリス商船によるアメリカ大陸での貿易活動を邪魔することであった。アメリカ13植民地は金も人手も資源も欠けていたので、初期の艦隊の軍船は商船を改装したものであり、戦闘用に設計を施した戦闘艦は戦争の後期になって造られた。無事に進水した軍船の中では、首尾良く成果をあげたものが希であり、戦争全体の進展にはあまり影響を与えられなかった。
それでも大陸海軍の艦隊には13植民地にとっていくつかの特筆すべき事績があり、特にジョン・ポール・ジョーンズ船長が脚光を浴びることになった。一世代の海軍士官を育てるために必要な経験を与え、初期アメリカ海軍が関わった後の戦争時に指揮を執ることを可能にした。
戦争終結後の1785年、連邦政府は大いに金を必要としていたので、最後の艦船が競売で民間に払い下げられた。

## 大陸会議による艦隊建造の提案

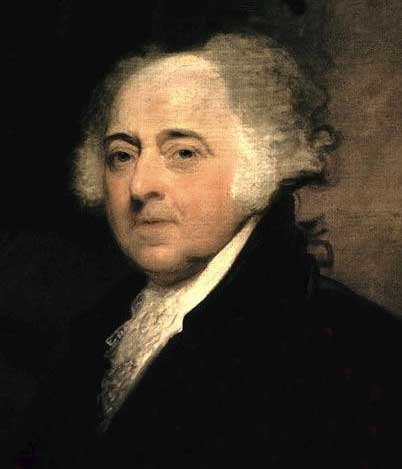
ジョン・アダムズ、大陸海軍の創設に大きな働きがあった。

艦隊創設時の意図は、戒厳令下でボストンに駐在するイギリス軍兵士に武器や食料が補給されることを阻止することだった。ジョージ・ワシントン将軍は、この目的で数隻の軍船を指揮するつもりがあることを大陸会議に伝えていた。また、各植民地のそれぞれの政府がその所有する軍船の改装に取りかかっていた。海軍創設に関する最初の公的な動きはロードアイランドからだった。1775年8月26日、ロードアイランド議会決議によると、「大陸会議の予算で十分な戦力のある艦隊を建造し、植民地の防衛にあたること、我々の敵を最も効果的に悩ますことのできる手段と場所に艦隊を配すること」を大陸会議に派遣している代議員を通じて法制化申請するものだった。大陸会議の場では、この提案は物笑いの種になった。特にメリーランドの代議員サミュエル・チェイスは「世界で一番の狂ったアイディアだ」と言った。ジョン・アダムズは後に次のように回想している「反対は...大変大きな声で容赦ないものだった。それは...これまで考案された中でも最も野卑で、非現実的で、狂える計画だった。子供が暴れ雄牛の角を掴んで抑えようとするようなものだった。」
しかし、この間にもイギリス軍はケベックに向けて是非とも必要な物資を運び込んでおり、それが手に入れば大陸軍にとっても恩恵となるものだった。大陸会議はジョン・アダムズ、サイラス・ディーン、ジョン・ラングドンの3人に問題の商船隊から船を奪う計画案を作るように指示した。

## 大陸海軍の誕生

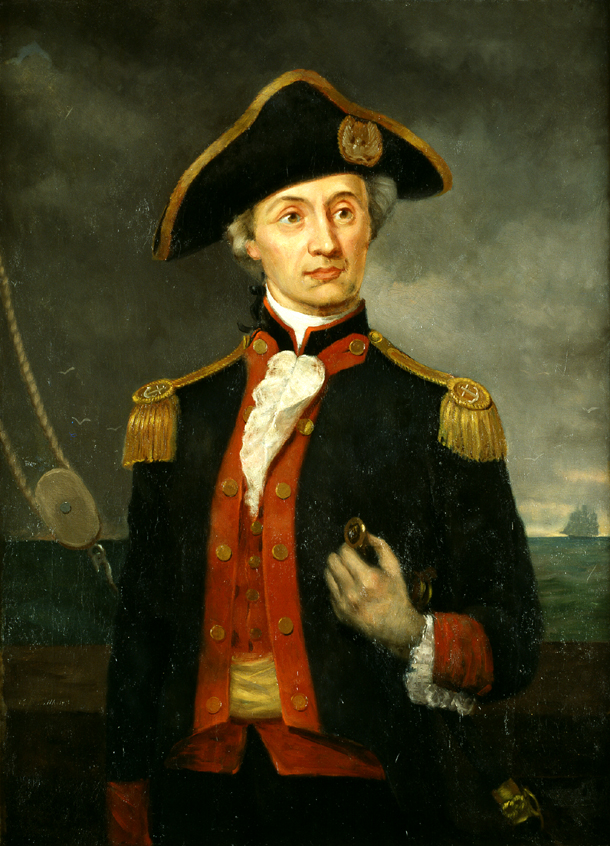
ジョン・ポール・ジョーンズ、大陸海軍で最初に海軍大尉に任官された

1775年10月13日、大陸会議は大陸海軍の最初の軍船を造ることを承認し、文書上ではあるが、現在でも公式に認められているアメリカ海軍の誕生となった。
10月の末に、大陸会議は4隻の武装船の購入および艤装を承認した。すぐに海軍委員会が設けられ、商船を購入して戦闘に使えるような艤装の監督を始めた。ジョン・アダムズが起案した法案は11月28日に議会を通った。軍船の指揮官を選ぶとき、大陸会議はそれまでの功績と支援関係から平等に分けようと図った。政治的な理由で選ばれた者達の中からは、エセク・ホプキンスとダドリー・サルトンストール、およびホプキンスの息子のジョン・バローズ・ホプキンスが選ばれた。海戦の経験がある者達の中からは、エイブラハム・ホイップル、ニコラス・ビドル、およびジョン・ポール・ジョーンズが指名された。
12月3日、アルフレッド（大砲数24、英語版）、アンドルー・ドリア（同14、英語版）、カボット（同14、英語版）、およびコロンバス（同24、英語版）の4隻が就役した。12月22日、最初の海軍総司令官にエセク・ホプキンスが指名された。また海軍士官達も指名され就任した。この小さな艦隊を補うために、プロビデンス（大砲数12、英語版）、ワスプ（同8、英語版）、およびホーネット（同10、英語版）が追加された。1776年3月初旬、ホプキンスはこの艦隊を指揮して大陸海軍の最初の作戦行動に出て、バハマのナッソーを攻撃し、大陸軍が大いに必要としていた火薬の倉庫を占領した（ナッソーの戦い）。しかし、艦船から艦船に伝染病が伝播し、喜びも束の間のものだった。
この艦隊にさらにフライ（大砲数8、en:USS Fly）を加え、4月16日、大陸海軍最初の海戦をイギリス軍のグラスゴー（大砲数20、en:HMS Glasgow）との間に戦った（ブロック島沖の海戦）。ホプキンスは海戦中に撤退命令以外の実質的な命令を出すことができなかったので、ニコラス・ビドルが次のようにその様子を伝えている「あたふたあたふた、こっちが逃げればあっちも逃げる("away we all went helter, skelter, one flying here, another there.")」

## 13隻のフリゲート艦

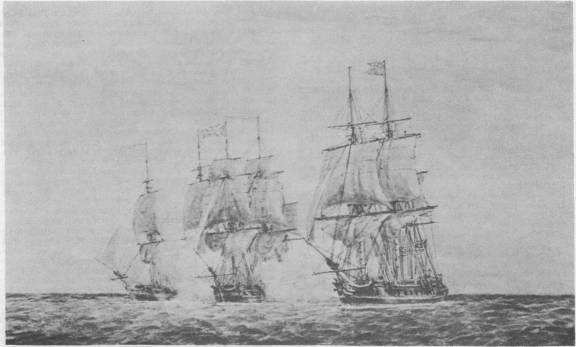
大陸海軍のフリゲート艦ハンコックとボストンがイギリスのフリゲート艦フォックスを捕獲, 1777年6月7日

12月13日には大陸会議が艦隊にフリゲート艦を13隻追加することを承認した。これらは商船の改装ではなく戦闘艦として造られることになった。5隻（ハンコック、ローリー、ランドルフ、ウォーレン、ワシントン）は搭載大砲数32門、5隻（エフィンガム、モンゴメリー、プロビデンス、トランブル、バージニア）は28門、残り3隻（ボストン、コングレス、デラウェア）24門とされた。進水した8隻のフリゲート艦は、すべて戦争中に捕獲されるか沈められた。
ワシントン、エフィンガム、コングレスおよびモンゴメリーは海上に出る前にイギリス軍による捕獲を避けるために、1777年10月と11月に沈船または焼却された。ジェイムズ・ニコルソン大佐が指揮したバージニアはチェサピーク湾の封鎖を何度も通り抜けようとしたが失敗した。1778年3月31日、最後の試みの時に、船長が陸に上がったハンプトン・ローズ近くで座礁した。それから直ぐにイギリス艦HMSエメラルドとコンカラーが現場に現れ、バージニアを降伏させた。
大陸海軍の重要な任務はアメリカの商船を保護し、イギリスの商船を襲いイギリス軍への補給を妨害することだった。成果の多くは通商破壊に対する褒章として記録されており、当時の習慣として得られたものは軍船の士官や船員に分け与えられた。
8隻のフリゲート艦の多くは捕獲される前に多くの褒章を得、半ば成功と言える航海を行ったが、例外もあった。1776年9月27日、ワシントン軍を追跡するイギリス軍に対してデラウェア(en:USS Delaware (1776))がデラウェア川で遅延作戦に参加していた。干潮になってデラウェアは座礁し、イギリス軍に捕獲された。
ウォーレンはその完工から間もなくロードアイランドのプロビデンスで封鎖され、1778年3月8日まですり抜けることができなかった。ジョン・バローズ・ホプキンス大佐の指揮でうまく出港できた後、ダドリー・ソルトンストール大佐の指揮でペノブスコット遠征に参加し、1779年8月15日、そこでイギリス艦に包囲されたので、捕獲を免れるために放火された。
ジョン・マンレーが船長を務めたハンコック(en:USS Hancock (1776))は、2隻の商船とともにイギリス海軍のフリゲート艦フォックス(en:HMS Fox (1773))を捕獲した。しかし、その後の1777年7月8日、ハンコックはイギリス追跡戦隊のレインボーに捕獲され、イギリス艦アイリスになった。
ランドルフ(en:USS Randolph (1776))は、初期の航海で5回褒章を獲ち得た。1778年3月7日、ランドルフが商船隊を護衛しているときにイギリス海軍のヤーマス（大砲数64、en:HMS Yarmouth (1748)）が襲ってきた。ランドルフはニコラス・ビドルが指揮しており、商船隊を守るために、はるかに優勢な敵船に戦いを挑んだ。激しい戦闘が続き両船ともひどく損傷を受けたが、ランドルフの火薬庫が爆発して船体が砕け散り、4人を残して乗員全ても死んだ。爆発の際に飛び散った破片で、ヤーマスの方も損傷が激しくもはやアメリカ商船を追撃することができなくなった。
ジョン・バリー大佐が指揮したローリー(en:USS Raleigh (1776))は、3度褒章を得た後、1778年9月27日の戦闘中に座礁した。船員達が船を自沈させたが、後にイギリス海軍によって引き揚げられクラウンと命名されて再使用された。
ヘクター・マクニール大佐とサミュエル・タッカーが指揮したボストンは、初期の航海で17回褒章を獲得し、1778年2月と3月にジョン・アダムズをフランスまで運んだ。1780年5月12日サウスカロライナのチャールストンが陥落したときにプロビデンス（エイブラハム・ホイップル大佐の指揮で14回褒章を得ていた）と共に捕獲された。
大陸海軍の活動に最後期まで就役していたのは、トランブル(en:USS Trumbull (1776))だった。1779年9月になってジェイムズ・ニコルソン指揮で出港したトランブルは、他国商船拿捕免許状を持ったワットに対する血腥い戦闘で賞賛された。1781年8月28日、トランブルはイギリス海軍のアイリスとジェネラルモンクに遭遇し戦闘後に降伏を強いられた。皮肉なことにアイリスは以前の大陸海軍のフリゲート艦で捕獲されたハンコックであり、ジェネラルモンクは同じくジェネラルワシントンだった（ジェネラルワシントンは1782年にアメリカ側に取り返され、大陸海軍で働いた）。

## フランス海軍との協同作戦
フランスとアメリカが同盟を結ぶまでは、フランスの王党派政府がアメリカ独立戦争に対して表面上の中立を守っていた。しかし中立は表の顔であり、公然とアメリカの船を保護したり物資を供給したりしていた。
アメリカの外交官ベンジャミン・フランクリンとサイラス・ディーンの努力で、大陸海軍はフランス海軍と恒久的な連帯を取ることができるようになった。フランクリンと志を同じくする同志達によって、大陸海軍の士官達は軍用に供するその後の艦船の調査と購入の権限を与えられるようになった。
独立戦争の初期には、ランバート・ウィックス船長やギュスタブ・コニンガム船長がフランスの港を拠点に活動し、商船を襲っていた。フランスは中立を守るためにその艦船ドルフィン(en:USS Dolphin (1777))とサプライズ(en:USS Surprise (1777))を拘束した。しかし、1778年の公式な同盟開始に伴い、フランスの港は大陸海軍の艦船にたいして開かれることになった。
フランスから出撃した大陸海軍の中でも特に有名なのがジョン・ポール・ジョーンズ船長である。ジョーンズはレンジャー(en:USS Ranger (1777))に乗り組み、イギリス商船を餌食にしていたが、今日からみても高い指揮能力を持っていたと見られる。フランスはジョーンズに商船デュック・ド・デュラスを貸し与え、ジョーンズが艤装を行ってレンジャーよりも戦闘能力の高いボノム・リシャール(en:USS Bonhomme Richard (1777))を造り上げた。1779年8月、ジョーンズはアメリカとフランスの双方から船隊指揮を任された。その任務はイギリス商船を襲うことだけに留まらず、イギリスの防御が薄い西方の地に1,500名のフランス正規軍を揚陸させることだった。大望のあるジョーンズにとって不幸なことに、フランスは侵略軍に関する約束を取りやめたが、彼が船隊を率いることについては引き続き認めた。アイルランドを時計方向に回り、イギリス本土の東海岸に回ってジョーンズの船隊は多くの商船を捕らえた。フランス海軍の指揮官ランデーは、フランス艦船の統制を行うために遠征を企画しており、しばしばジョーンズの活動から勝手に離れたり合流したりした。

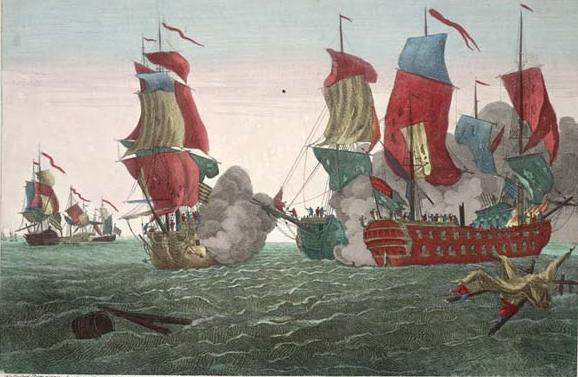
イギリスのフリゲート艦と交戦するフランス－アメリカ連合船隊, 1779年9月23日

1779年9月23日、ジョーンズの船隊はフラムボロ岬沖でイギリス海軍のマンオブウォーであるカウンテス・オブ・スカボロー(en:HMS Countess of Scarborough)およびセラピス(en:HMS Serapis (1779))と遭遇した。唯一の大陸海軍フリゲート艦であるボノム・リシャールがセラピスと交戦した。特に激しい戦闘中にイギリスの船長が大声で、ボノム・リシャールがその旗を降ろすかを尋ねた。ジョーンズは叫んだ「まだ戦いは始まっていないぞ。」セラピスに船を寄せて、ジョーンズに率いられたボノム・リシャールの乗り組員が乗り移り、セラピスを捕獲した。同様にフランス軍のフリゲート艦パラがカウンテス・オブ・スカボローを捕獲した。2日後、ボノム・リシャールは戦闘から受けた損傷が激しく沈没した。自国の領海で2隻の軍船を捕まえられたイギリス海軍の無残な敗北として、この戦闘は歴史に残った。
同様な経過でフランスは大陸海軍にコルベット艦アリエル(en:USS Ariel (1777))を貸し与えた。また大陸海軍の活動のために造った戦列艦アメリカ(大砲数74、en:USS America (1782))は、フランスがアメリカ独立戦争中に失ったル・マニフィクの代償として、1782年9月3日にフランスに譲られた。

## 大陸海軍の終焉
アメリカ独立戦争の停戦とともに、大陸会議は新しく巣立ったばかりの国を運営する資金に枯渇していた。この財政危機に対応するため、大陸会議は大陸海軍の存在を止めることを検討した。その根拠は、拡大した大陸海軍がアメリカを新たな紛争に巻き込むだけで役には立たないだろうというものだった。さらに常設海軍の維持費用は、大陸会議が始めなければならない政府運営のための少ない資金を枯渇させてしまうだろうというものだった。
1785年8月1日、財政的に行き詰まった大陸会議は最後に残っていた大陸海軍の軍船アライアンス(en:USS Alliance (1778))をオークションにかけ、26,000ドルで売り払った。
大陸海軍は行ったほとんどの戦闘で敗北を経験した。一時期なりと大陸海軍に関わった65隻の艦船（新造、転換、借上げ、貸与および捕獲による）の中で、わずか11隻を除いて破壊され、沈められ、捕獲された。大陸海軍はイギリス海軍の優位を揺り動かすことはなく、戦争全体の進展にはあまり影響を与えられなかった
しかし、大陸海軍は戦争の進行につれてアメリカ植民地人の士気と気力を高め続け、13植民地が戦闘にもがき苦しむ中からいつか最後の成功を掴むという希望を与え続けた。

## 参照
- Dictionary of American Fighting Ships. Naval Historical Center - ウェイバックマシン（2000年12月15日アーカイブ分）
- William M. Fowler, Rebels Under Sail (New York: Charles Scribner's Sons, 1976)
- Nathan Miller, The US Navy: An Illustrated History (New York: American Heritage, 1977)
- Naval Documents of the American Revolution (Government Printing Office, 1964-). 10 volumes of primary sources.